# 晚清四大谴责小说
晚清四大谴责小说，是指刘鹗《老残游记》、李寶嘉《官場現形記》、吳沃堯《二十年目睹之怪現狀》和曾樸《孽海花》。

## 起源
鲁迅在1923年出版的《中国小说史略》第二十八篇：《清末之譴責小說》中评论刘鹗的《老残游记》、李寶嘉的《官場現形記》、吳沃堯《二十年目睹之怪現狀》和曾樸的《孽海花》等四部小说时指出，在光绪庚子（1900年）後，谴责小说特别盛行；其产生的历史背景，在戊戌变法失败，庚子义和团运动爆发，“群乃知政府不足与图，顿有掊击之意矣。其在小说，则揭发伏藏，显其弊恶……虽命意在于匡世，似与讽刺小说同伦，而辞气浮躁，笔无藏锋，甚且过甚其辞，以合时人嗜好，则其度量技术之相去亦远矣，故别谓之谴责小说”。鲁迅在1920年最早将此类小说称为“谴责小说”以别于《儒林外史》一类讽刺小说。此后，此四本书统称为：“晚清四大譴責小說”。
四十年后，夏志清在1961年出版的《中國現代小說史》也指出，“古代讀書人受到孔孟教育的影響，個個都覺得應該甘為人民喉舌，揭露朝廷、社會上所見到的黑暗現象。但他們生活在皇帝專制政體下，大半變得‘明哲保身’、‘溫柔敦厚’起來；也有很多人無意官場，或者官場失意，人變得消極，求個‘怡然自得’就夠了；到了晚清末年，專制政體即將瓦解，讀書人才真敢放膽寫出他們心裏要說的話來，所謂‘譴責小說’的盛行，不是沒有道理的。”“大體說來，中國現代文學是揭露黑暗，諷刺社會，維護人的尊嚴的人道主義文學。”

## 四大谴责小说
- 《老殘遊記》，作者劉鶚（1857年－1909年），全书20回，描述江湖郎中「老殘」的故事，艺术成就最高。胡適認為此書描寫工夫最精到。
- 《官場現形記》，作者李寶嘉（1867年－1907年），全书60回，由各章獨立的短篇故事集結而成。
- 《二十年目睹之怪現狀》，作者吳沃堯（1866年－1910年），全书108回，反映了中法戰爭後二十年中國社會現象。
- 《孽海花》，作者曾樸（1872年－1935年），全书30回，附录5回。即赛金花與状元金雯青的故事。